# Óscar Plano
Óscar Plano Pedreño (Móstoles, 11 de febrero de 1991) es un futbolista español que juega como delantero en el C. D. Leganés de la Segunda División de España.

## Trayectoria
Formado en la cantera del Real Madrid C. F., en 2012 debutó con el Real Madrid Castilla C. F. en Segunda División, categoría a la que había ascendido con el filial madridista y en la que se consolidó posteriormente durante cuatro campañas en las filas de la A. D. Alcorcón, donde jugó desde 2013 a 2017.
En la temporada 2017-18, firmó con el Real Valladolid, donde consiguió el ascenso a Primera División. En la temporada 2018-19 hizo su debut en la máxima categoría con el conjunto pucelano.
El 30 de junio de 2023, tras no ser renovado por el equipo pucelano, quedó libre. Entonces siguió su carrera en el Elche C. F., equipo con el que firmó por una temporada el 4 de agosto. Siguió un segundo año, en el que consiguió su tercer ascenso a Primera División, y el 6 de agosto de 2025 fichó por el C. D. Leganés.

## Estadísticas

### Clubes
Actualizado al último partido disputado el 1 de junio de 2025.
| Club                                | Div.          | Temporada     | Liga  | Liga  | Copas nacionales | Copas nacionales | Copas internacionales | Copas internacionales | Total | Total |
| Club                                | Div.          | Temporada     | Part. | Goles | Part.            | Goles            | Part.                 | Goles                 | Part. | Goles |
| ----------------------------------- | ------------- | ------------- | ----- | ----- | ---------------- | ---------------- | --------------------- | --------------------- | ----- | ----- |
| Real Madrid C. F. "C" · España      | 3.ª           | 2010-11       | 34    | 11    | ―                | ―                | ―                     | ―                     | 34    | 11    |
| Real Madrid C. F. "C" · España      | Total club    | Total club    | 34    | 11    | 0                | 0                | 0                     | 0                     | 34    | 11    |
| Real Madrid Castilla C. F. · España | 2.ª B         | 2010-11       | 3     | 1     | ―                | ―                | ―                     | ―                     | 3     | 1     |
| Real Madrid Castilla C. F. · España | 2.ª B         | 2011-12       | 21    | 2     | ―                | ―                | ―                     | ―                     | 21    | 2     |
| Real Madrid Castilla C. F. · España | 2.ª           | 2012-13       | 37    | 4     | ―                | ―                | ―                     | ―                     | 37    | 4     |
| Real Madrid Castilla C. F. · España | 2.ª           | 2013-14       | 3     | 0     | ―                | ―                | ―                     | ―                     | 3     | 0     |
| Real Madrid Castilla C. F. · España | Total club    | Total club    | 64    | 7     | 0                | 0                | 0                     | 0                     | 64    | 7     |
| A. D. Alcorcón · España             | 2.ª           | 2013-14       | 29    | 4     | 4                | 3                | ―                     | ―                     | 33    | 7     |
| A. D. Alcorcón · España             | 2.ª           | 2014-15       | 32    | 4     | 1                | 0                | ―                     | ―                     | 33    | 4     |
| A. D. Alcorcón · España             | 2.ª           | 2015-16       | 40    | 9     | 0                | 0                | ―                     | ―                     | 40    | 9     |
| A. D. Alcorcón · España             | 2.ª           | 2016-17       | 38    | 3     | 6                | 0                | ―                     | ―                     | 44    | 3     |
| A. D. Alcorcón · España             | Total club    | Total club    | 139   | 20    | 11               | 3                | 0                     | 0                     | 150   | 23    |
| Real Valladolid C. F. · España      | 2.ª           | 2017-18       | 44    | 6     | 2                | 1                | ―                     | ―                     | 46    | 7     |
| Real Valladolid C. F. · España      | 1.ª           | 2018-19       | 33    | 3     | 3                | 1                | ―                     | ―                     | 36    | 4     |
| Real Valladolid C. F. · España      | 1.ª           | 2019-20       | 36    | 4     | 2                | 0                | ―                     | ―                     | 38    | 4     |
| Real Valladolid C. F. · España      | 1.ª           | 2020-21       | 36    | 5     | 2                | 3                | ―                     | ―                     | 38    | 8     |
| Real Valladolid C. F. · España      | 2.ª           | 2021-22       | 32    | 3     | 3                | 0                | ―                     | ―                     | 35    | 3     |
| Real Valladolid C. F. · España      | 1.ª           | 2022-23       | 33    | 1     | 3                | 0                | ―                     | ―                     | 36    | 1     |
| Real Valladolid C. F. · España      | Total club    | Total club    | 214   | 22    | 15               | 5                | 0                     | 0                     | 229   | 27    |
| Elche C. F. · España                | 2.ª           | 2023-24       | 28    | 7     | 1                | 0                | ―                     | ―                     | 29    | 7     |
| Elche C. F. · España                | 2.ª           | 2024-25       | 29    | 3     | 1                | 1                | ―                     | ―                     | 30    | 4     |
| Elche C. F. · España                | Total club    | Total club    | 57    | 10    | 2                | 1                | 0                     | 0                     | 59    | 11    |
| C. D. Leganés · España              | 2.ª           | 2025-26       | 0     | 0     | 0                | 0                | ―                     | ―                     | 0     | 0     |
| C. D. Leganés · España              | Total club    | Total club    | 0     | 0     | 0                | 0                | 0                     | 0                     | 0     | 0     |
| Total carrera                       | Total carrera | Total carrera | 508   | 70    | 28               | 9                | 0                     | 0                     | 536   | 79    |
| 1.                                  |               |               |       |       |                  |                  |                       |                       |       |       |